# Kościół Wniebowzięcia Najświętszej Maryi Panny w Bielawie
Kościół Wniebowzięcia Najświętszej Maryi Panny – rzymskokatolicki  parafialny należący do dekanatu Bielawa diecezji świdnickiej.

## Historia
Świątynia została wybudowana w latach 1868-1876 w stylu neogotyckim według projektu architekta Alexisa Langera z Wrocławia. W dniu 15 listopada 1876 roku ksiądz dziekan z Dzierżoniowa, Adolf Rinke, poświęcił nowy kościół. Uroczystości tej przewodniczył nowy proboszcz, ksiądz Karol Stein. Jako osobisty dar dla nowej świątyni ksiądz Franciszek Krauze przekazał organy o 30-głosach, które są używane do dzisiejszego dnia. W 1892 roku kardynał Georg Kopp konsekrował świątynię. Jest to budowla trójnawowa, na planie krzyża, o wysokości wieży 101 metrów. Wnętrze wyposażono w stylu neogotyckim. W oknach zachowało się 15 witraży ornamentalnych i 19 oszkleń z 1872 - 1876 wykonanych przez wrocławską firmę Instytut Witrażowy Adolpha Seilera. Obraz Najświętszej Maryi Panny Wniebowziętej umieszczony w głównym ołtarzu, namalowany na płótnie pochodzi z 1913 roku.
W latach 1961–1966 przeprowadzono remont dachu (powtórzony w 1996), obydwu wież, okien i organów. Została wymieniona posadzka i wymalowano wnętrze. Nową polichromię poświęcił biskup Wincenty Urban w dniu 29 października 1966 roku. W 1976 roku dach razem z dużą wieżą pokryto blachą miedzianą, a w 1992 roku wykonano ołtarz soborowy i lektorium w stylu neogotyckim. W 1993 roku organy poddano kapitalnemu remontowi.  W 1998 roku zamontowano na wieży trzy nowe dzwony. W 2000 roku zostały zamontowane zegary na wieży.
Na elewacji znajduje się epitafium Christufa von Netza (1571) z Weigelsdorf, żonatego z Agatą von Schindel, z herbami:
- ojcowskimi, von: Netz, Haugwitz
- matczynymi von: Sandreczky, Zedlitz[4]

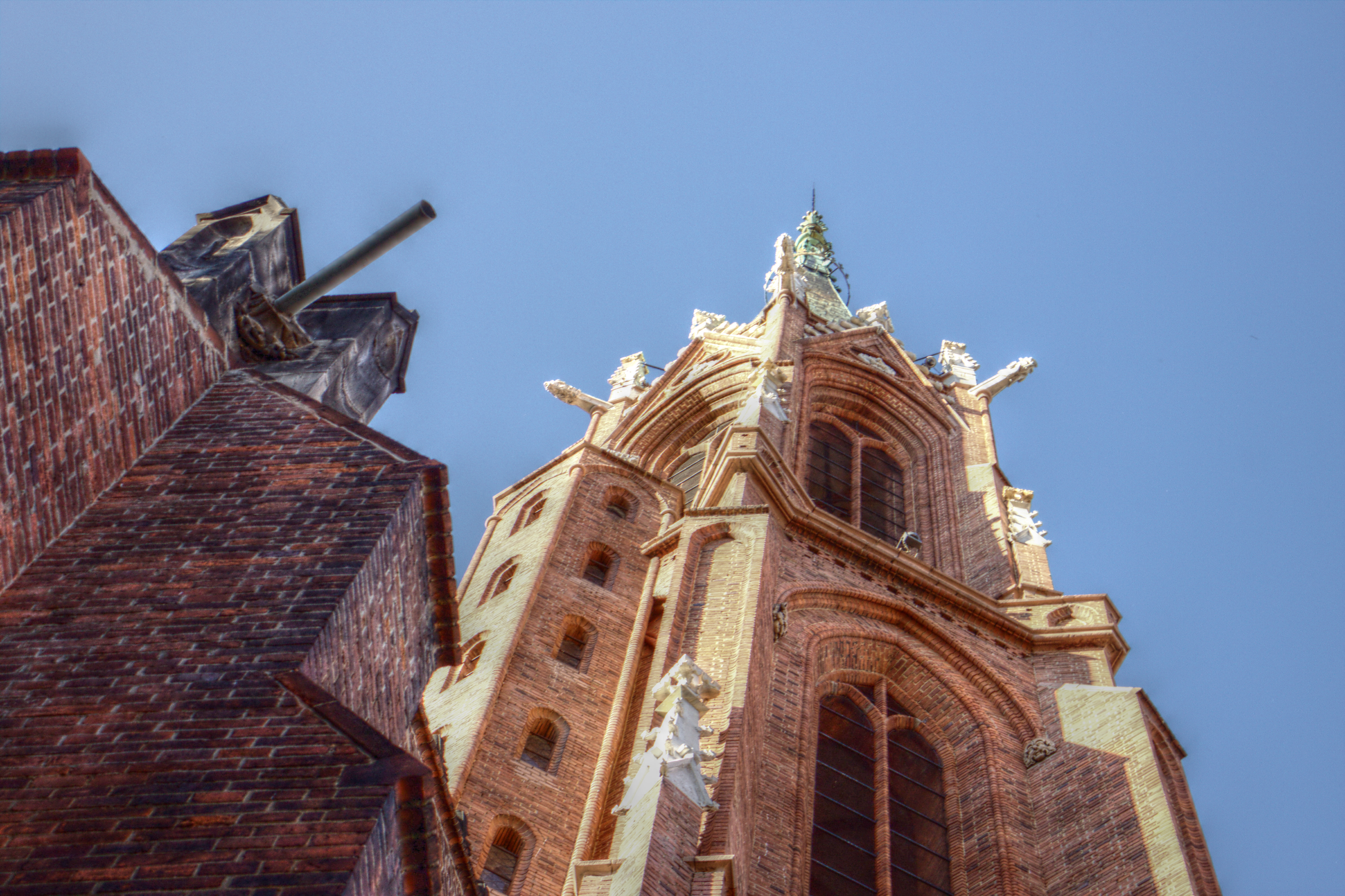
Wieża
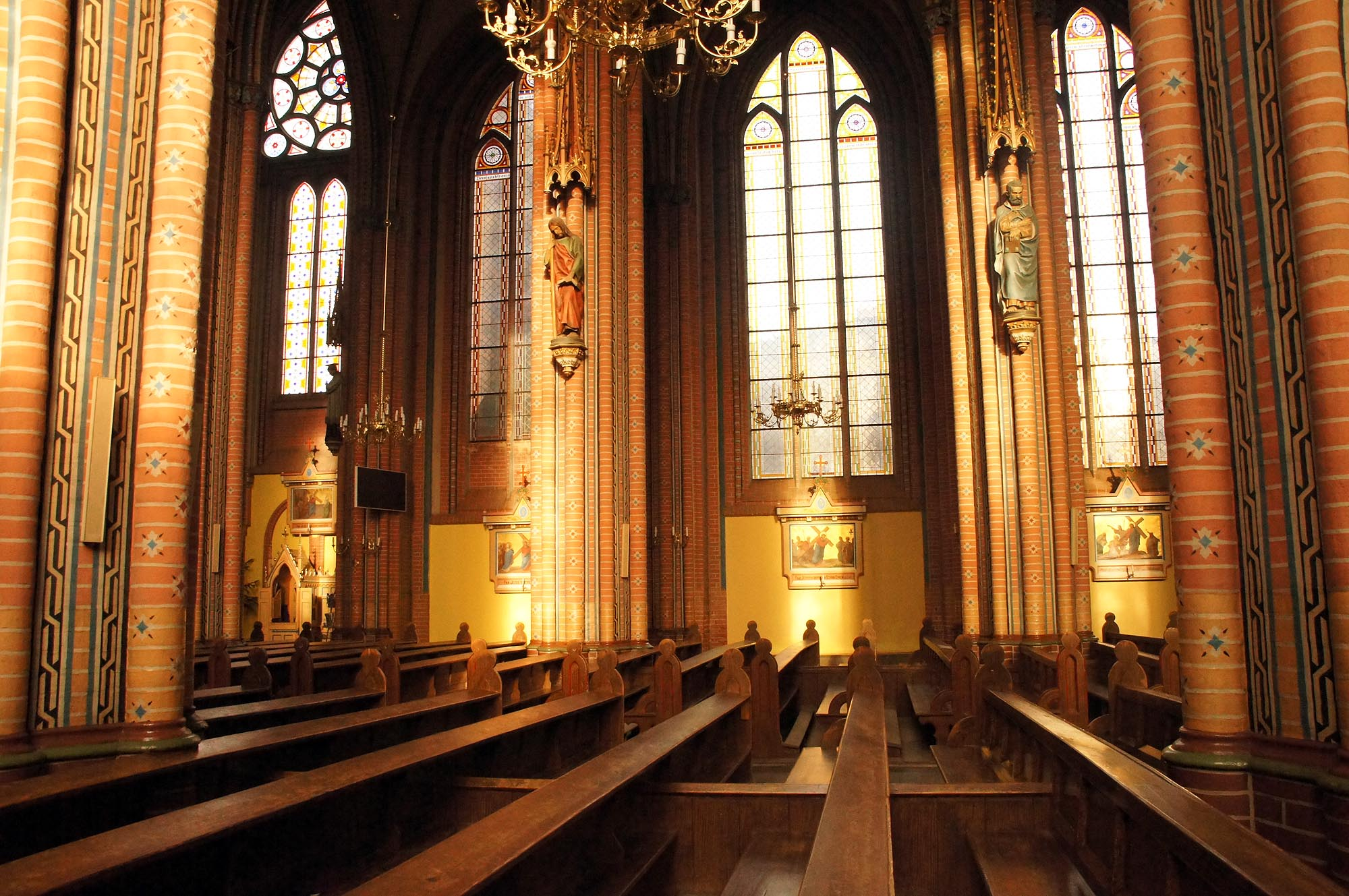
Wnętrze
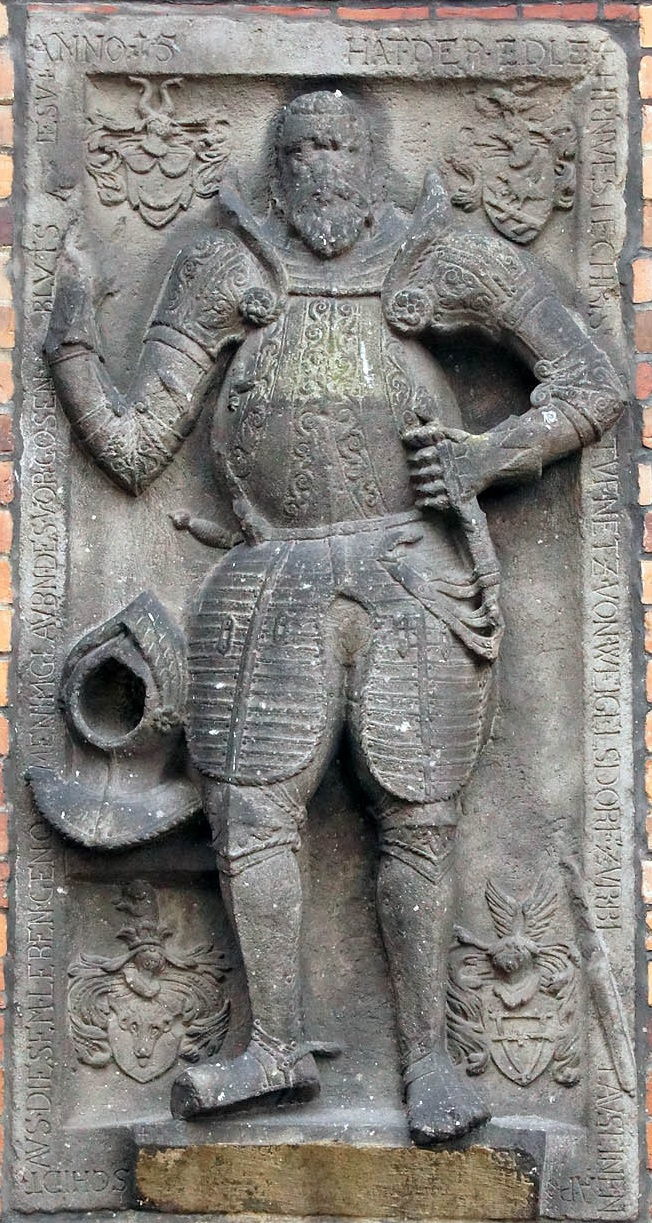
Epitafium na elewacji